# Маркетинговая близорукость
Маркетинговая близорукость — это выражение было предложено Теодором Левиттом (англ. Theodore Levitt), специалистом гарвардской школы бизнеса, и обозначает неспособность предприятия видеть то, что происходит за пределами собственного рынка, в том числе непосредственных конкурентов, имеющихся в настоящий момент.
В научных трудах Гарвардской высшей школы бизнеса он опубликовал экономико-публицистическую статью под символическим названием «Близорукость маркетинга».  Анализируя причины разложения и краха американских железнодорожных компаний, автор приходит к выводу, что владельцы этих компаний занимались только железнодорожным бизнесом и не обращали внимания на появление конкурирующих видов транспорта. 